# Ернст Майр
Ернст Майр (на немски: Ernst Walter Mayr) е германски учен, който е сред водещите еволюционни биолози през 20 век, известен специалист по класификация на живите организми, орнитолог, научен историк и изследовател на природата.

## Биография
Роден е на 5 юли 1904 година в Кемптен им Алгой, Германия. Неговите трудове допринасят за идейната революция, водеща до съвременната теория за еволюцията, обединяваща Менделовата генетика и Дарвиновата еволюция, както и за развитието на концепцията за биологичния вид.
Нито Дарвин, нито някои от съвременниците му е могъл да даде отговор на въпроса „Какво е това вид?“ и как много видове могат да еволюират от един общ прародител. Ернст Майр дава решение на въпроса, като предлага ново определение на понятието „вид“. В книгата си „Систематика и произход на видовете“ (1942) той пише, че видът не е просто група от морфологично сходни индивиди, а група, в чиито рамки индивидите могат да се чифтосват помежду си, а извън групата не могат с други индивиди. Когато популация от организми бъде изолирана, се превръща в субпопулация, която поради генетичния дрейф и естествения отбор се отдалечава с времето от изходната популация и постепенно еволюира в нов вид.
Теорията на Майр за перипатричното видообразуване, основана на работата му с птици, и до днес се счита за преобладаващия начин на видообразуване. Тя е и теоретичната обосновка на теорията за точковото равновесие, предложена от Нилс Елдридж и Стивън Джей Гулд.
Умира на 3 февруари 2005 година в Бедфорд (Масачузетс), САЩ.

## Научни идеи
Майр има класическо образование на биолог, с малък математически опит. Той често критикува по-ранните математически подходи към еволюцията като тези на Джон Холдейн, които през 1959 г. определя с прословутата фраза „бобова генетика“. Майр твърди, че фактори като репродуктивната изолация трябва да се взимат предвид. По подобен начин той е силно критичен към изследванията от областта на молекулярната еволюция, например тези на Карл Воуз.
В редица трудове Майр отхвърля редукционизма в еволюционната биология, изтъквайки аргумента, че еволюционният натиск оказва влияние на целия организъм, а не на отделни гени, както и че гените могат да имат различни проявления в зависимост от това, кои други гени присъстват. Той защитава проучването на целия геном, отколкото изолирано на отделни гени. Настоящите молекулярни изследвания на еволюцията и видообразуването показват, че въпреки че алопатричното видообразуване е основното при организми, живеещи на групи (като при множество безгръбначни и особено при насекомите), често се наблюдава симпатрично видообразуване при групи с по-голяма мобилност, като птиците.
С формулирането на понятието „вид“ през 1942 г., Майер играе ключова роля в дебата по въпроса. Той твърдо защитава биологичната формулировка на понятието.
Майр е открит защитник на научния метод и остро критикува изследвания, които не отговарят на принципите на научния метод.
Майр отхвърля идеята, че в основата на еволюцията стои генът. Той критикува силно, но учтиво генноцентричната визия на Ричард Докинз:
| „ | Смешното нещо в Англия е, че ако попиташ някой на улицата, кой е най-великият жив дарвинист, той ще отговори „Ричард Докинз“. Наистина, Докинз е свършил чудесна работа за популяризирането на Дарвинизма. Но основната теория на Докинз за гена като обект на еволюцията е напълно анти-дарвинистка. Не бих го нарекъл най-великия дарвинист. | “ |

През всичките години на своя професионален път Майр настоява, че идеята за това, че генът е целта на естествения отбор, не може да се счита за валидна в светлината на модерната еволюционни разбирания.
| „ | Идеята, която някои хора имат, че генът е целта на естествения отбор, е напълно непрактична. Генът никога не е видим за естествения отбор. В генотипа един ген се проявява винаги в контекста на всички останали гени. Взаимодействието с тях прави един ген да бъде положително или отрицателно селектиран. Всъщност, Добжански например е работил значително с така наречените летални хромозоми, които силно увеличат шансовете за положителен отбор при едни комбинации, а при други имат летален за организма изход. По тази причина хора като Докинз в Англия, които все още мислят, че отделния ген е обект на естествения отбор, очевидно грешат. През 30-те и 40-те години беше широко разпространено схващането, че гените са обект на отбора, защото това беше единственият начин да бъдат подложени на математически анализ. Сега обаче знаем, че това е целият геном на индивида, а не генът. С изключения на тази малка корекция, основите на дарвиновата теория не са се променили през последните 50 години. | “ |

## Книги
- Mayr, Ernst. Systematics and the Origin of Species, from the Viewpoint of a Zoologist.   Cambridge, Harvard University Press, 1942. ISBN 0-674-86250-3.
- Mayr, Ernst. Birds of the Southwest Pacific: A Field Guide to the Birds of the Area Between Samoa, New Caledonia, and Micronesia.   New York, Macmillan, 1945.
- Mayr, Ernst. Animal Species and Evolution.   Cambridge, Belknap Press of Harvard University Press, 1963. ISBN 0-674-03750-2.
- Mayr, Ernst. Populations, Species, and Evolution.   Cambridge, Belknap Press of Harvard University Press, 1970. ISBN 0-674-69013-3.
- Mayr, Ernst. Evolution and the Diversity of Life.   Cambridge, Belknap Press of Harvard University Press, 1976. ISBN 0-674-27105-X.
- Mayr, Ernst. & William B. Provine, (eds) (1980). The Evolutionary Synthesis: Perspectives on the Unification of Biology.
- Mayr, Ernst. The Growth of Biological Thought.   Cambridge (Mass.), Belknap P. of Harvard U.P, 1982. ISBN 0-674-36446-5.
- Mayr, Ernst. Toward a New Philosophy of Biology.   Cambridge, Harvard University Press, 1988. ISBN 0-674-89666-1.
- Mayr, Ernst. Principles of Systematic Zoology.   New York, McGraw-Hill, 1991. ISBN 0-07-041144-1.
- Mayr, Ernst. One Long Argument.   Cambridge, Harvard University Press, 1991. ISBN 0-674-63906-5.
- Mayr, Ernst. This Is Biology.   Cambridge, Belknap Press of Harvard University Press, 1997. ISBN 0-674-88469-8.
- Mayr, Ernst. The Birds of Northern Melanesia.   Oxford Oxfordshire, Oxford University Press, 2001. ISBN 0-19-514170-9.
- Mayr, Ernst. What Evolution Is.   New York, Basic Books, 2001. ISBN 0-465-04426-3.
- Mayr, Ernst. What Makes Biology Unique?.   Cambridge, Cambridge University Press, 2004. ISBN 0-521-84114-3.